# Robson Conceição
Robson Donato Conceição (* 25. Oktober 1988 in Salvador da Bahia) ist ein brasilianischer Profiboxer und ehemaliger WBC-Weltmeister im Superfedergewicht. Als Amateur war er unter anderem 2016 Olympiasieger im Leichtgewicht.

## Amateurkarriere
Der 1,75 m große Linksausleger wurde 2005 Brasilianischer Meister im Fliegengewicht (-51 kg), 2009 Brasilianischer Meister im Federgewicht (-57 kg) und 2012 Brasilianischer Meister im Leichtgewicht.
2008 nahm Conceição an den amerikanischen Olympiaqualifikationsturnieren in Port of Spain und Guatemala-Stadt teil, wobei er im ersten Turnier im Halbfinale an Idel Torriente scheiterte, aber im zweiten Turnier den ersten Platz belegte und sich damit für die Olympischen Spiele 2008 in Peking qualifizierte. Bei den Olympischen Spielen scheiterte Conceição bereits im ersten Kampf an Li Yang (4:12).
2009 nahm Conceição erstmals an den Amerikanischen Meisterschaften teil und errang nach Siegen gegen Ivan Onate, Claudio Marrero und Óscar Valdez die Goldmedaille im Federgewicht. Bei den Weltmeisterschaften im selben Jahr verlor er bereits im ersten Kampf gegen Yasniel Toledo.
Bei den Militärweltmeisterschaften 2010 startete Conceição erstmals im Leichtgewicht, scheiterte jedoch im ersten Kampf an Tommy Roque.
2011 gewann Conceição bei den Panamerikanischen Spielen nach Siegen über Wellington Arias, Toka Kahn-Clary und Angel Suarez, sowie einer Finalniederlage gegen Lázaro Álvarez die Silbermedaille. Im selben Jahr gewann er auch die Militärweltspiele in Rio de Janeiro.
Bei den Weltmeisterschaften 2011 erreichte Conceição nach Siegen gegen Michał Chudecki und Martin Ward das Achtelfinale, welches er gegen den späteren Weltmeister Wassyl Lomatschenko knapp verlor. Mit diesem 9. Platz qualifizierte sich Conceição für die Olympischen Spiele 2012 in London. Hier traf er in der ersten Runde auf den Schotten Josh Taylor, gegen welchen er mit 9:13 verlor.
2013 gewann Conceição die Amerikanischen Meisterschaften in Santiago de Chile. Im selben Jahr errang er auch die Silbermedaille der Weltmeisterschaften in Almaty. Auf dem Weg ins Finale gewann er u. a. gegen Dordschnjambuugiin Otgondalai und Domenico Valentino, ehe er gegen Lázaro Álvarez ausschied. Im Jahr darauf gewann er die Südamerikaspiele in Santiago de Chile.
Mit einem Finalsieg gegen Lázaro Álvarez gewann er auch die Amerikanischen Meisterschaften 2015 in Venezuela. Bei den Weltmeisterschaften im selben Jahr schlug er Adlan Abduraschidow und Joseph Cordina, bevor er im Halbfinale an Albert Selimow scheiterte und eine Bronzemedaille gewann. Bei den Olympischen Spielen 2016 gewann er die Goldmedaille mit Siegen gegen Anwar Junussow (TKO), Xurshid Tojiboyev (3:0), Lázaro Álvarez (3:0) und Sofiane Oumiha (3:0).
Insgesamt bestritt er 420 Kämpfe und gewann 405 davon.

## Profikarriere
Nach den Olympischen Spielen 2016 wurde er Profi beim US-amerikanischen Promoter Top Rank. Sein Debüt gewann er am 5. November 2016 in Las Vegas gegen Clay Burns.
Nach 16 Siegen in Folge boxte er am 10. September 2021 gegen Óscar Valdez um den WBC-Weltmeistertitel im Superfedergewicht, verlor jedoch umstritten nach Punkten, obwohl er laut CompuBox mit 141 Treffern von 576 Schlägen, gegenüber 83 Treffern von 390 Schlägen durch Valdez, davon 103 zu 64 Wirkungstreffern, die deutlich höhere Schlagfrequenz und Trefferzahl vorweisen konnte. Der Fernsehsender ESPN hatte Conceição sogar als Sieger des Kampfes auf seinen Punktzetteln.
Seinen nächsten WM-Kampf, um die Titel der WBC und WBO im Superfedergewicht, verlor er am 23. September 2022 einstimmig nach Punkten gegen Shakur Stevenson. Am 16. November 2023 boxte er um den WBO-Weltmeistertitel im Superfedergewicht, wobei er ein Unentschieden gegen Emanuel Navarrete erreichte.
Bei seinem vierten Anlauf, sich einen WM-Titel im Superfedergewicht zu sichern, gewann er am 6. Juli 2024 per Mehrheitsentscheidung nach Punkten gegen den WBC-Weltmeister O’Shanique Foster. In seiner ersten Titelverteidigung, einem Rückkampf gegen Foster, verlor er durch Punktentscheidung.